# Gary Meunier
Pour les articles homonymes, voir Meunier.
Gary Meunier, né le 17 juin 1983 à Lyon, est un ancien joueur de handball français, évoluant au poste d'ailier droit.

## Clubs
- Villeurbanne Handball Association (D2) : de 2001 à 2004
- Toulouse Handball (D1) : de 2005 à 2009
- USAM Nîmes Gard (D1) : de 2009 à 2011
- Handball Bagnols Marcoule (N3) : de 2011 à 2013